# ماکس لیتمان
 ماکس لیتمان (انگلیسی: Max Littmann؛ ۳ ژانویهٔ ۱۸۶۲ – ۲۰ سپتامبر ۱۹۳۱) یک معمار اهل آلمان بود.